# Strada statale 643 di Polizzi
La strada statale 643 di Polizzi (SS 643) è una strada statale della Sicilia. Si tratta di una strada a carreggiata unica, con una corsia per senso di marcia.

## Storia
Con il decreto del Ministro dei lavori pubblici del 24 giugno 1975 venne classificata come strada statale mutuando il percorso dalla strada provinciale Collegamento tra lo svincolo di Scillato dell'autostrada "Palermo-Catania" e Polizzi Generosa fino all'innesto con la strada statale n. 120 "dell'Etna e delle Madonie", con i seguenti capisaldi di itinerario: "Allaccio allo svincolo di Scillato dell'autostrada Palermo-Catania - contrada Firrione - Polizzi Generosa - innesto strada statale n. 120 presso il km 51+100".

## Percorso
La strada ha origine intorno al km 51 della strada statale 120 dell'Etna e delle Madonie nel comune di Castellana Sicula al cosiddetto Bivio di Donalegge, e raggiunge dopo pochi km il centro abitato di Polizzi Generosa.
Superato questo fa il suo ingresso nel Parco delle Madonie e proseguendo verso nord-ovest, raggiunge l'A19 Palermo-Catania nei pressi del centro abitato di Scillato.

### Tabella percorso
| di Polizzi |                                                        |      |           |
| Tipo       | Indicazione                                            | km   | Provincia |
|            | Bivio Donna Legge dell'Etna e delle Madonie            | 0,0  | PA        |
|            | Polizzi Generosa per Piano Battaglia                   | 4,7  | PA        |
|            | per Collesano                                          | 19,9 | PA        |
|            | per Scillato                                           | 21,9 | PA        |
|            | Palermo-Catania (Svincolo di Scillato) per Caltavuturo | 22,4 | PA        |